# Canadian Championship 2009
Die Canadian Championship wurde 2009 zum zweiten Mal ausgespielt. Das Turnier fand vom 6. Mai 2009 bis zum 18. Juni 2009 im Liga-Format statt. Die drei Teilnehmer traten dabei jeweils einmal zu Hause und Auswärts gegeneinander an. Titelverteidiger war Montreal Impact.
Das Teilnehmerfeld bestand aus den am professionellen Spielbetrieb in Nordamerika teilnehmenden kanadischen Vereinen Toronto FC aus der Major League Soccer sowie Montreal Impact und den Vancouver Whitecaps, die beide in der zweitklassigen USL First Division spielen. Der Gewinner ist berechtigt an der Qualifikation zur CONCACAF Champions League 2009/10 teilzunehmen.
Der Toronto FC wurde durch einen 6:1-Erfolg über Vorjahressieger Montreal im letzten Gruppenspiel wegen der besseren Tordifferenz Turniersieger, vor den punktgleichen Whitecaps.

## Turnierverlauf

### Spielplan
Bei Punktgleichheit entscheidet:
1. Punkte im direkten Vergleich
2. Tordifferenz
3. Anzahl geschossene Tore
4. Losentscheid

| Pl. | Verein              | Sp. | S | U | N | Tore    | Diff. | Punkte |
| --- | ------------------- | --- | - | - | - | ------- | ----- | ------ |
| 1.  | Toronto FC          | 4   | 3 | 0 | 1 | 008:300 | +5    | 09     |
| 2.  | Vancouver Whitecaps | 4   | 3 | 0 | 1 | 005:100 | +4    | 09     |
| 3.  | Montreal Impact     | 4   | 0 | 0 | 4 | 001:100 | −9    | 0      |

|                                       |   |                     |           |
| Mittwoch, 6. Mai 2009 in Toronto      |   |                     |           |
| Toronto FC                            | – | Vancouver Whitecaps | 1:0 (1:0) |
| Mittwoch, 13. Mai 2009 in Toronto     |   |                     |           |
| Toronto FC                            | – | Montreal Impact     | 1:0 (1:0) |
| Mittwoch, 20. Mai 2009 in Montreal    |   |                     |           |
| Montreal Impact                       | – | Vancouver Whitecaps | 0:2 (0:2) |
| Mittwoch, 27. Mai 2009 in Vancouver   |   |                     |           |
| Vancouver Whitecaps                   | – | Montreal Impact     | 1:0 (0:0) |
| Dienstag, 2. Juni 2009 in Vancouver   |   |                     |           |
| Vancouver Whitecaps                   | – | Toronto FC          | 2:0 (1:0) |
| Donnerstag, 18. Juni 2009 in Montreal |   |                     |           |
| Montreal Impact                       | – | Toronto FC          | 1:6 (1:2) |

## Statistik

### Torschützenliste
| Spieler           | Verein              | Tore |
| ----------------- | ------------------- | ---- |
| Dwayne De Rosario | Toronto FC          | 3    |
| Amado Guevara     | Toronto FC          | 2    |
| Chad Barrett      | Toronto FC          | 2    |
| Ansu Toure        | Vancouver Whitecaps | 2    |
| Tony Donatelli    | Montreal Impact     | 1    |
| Charles Gbeke     | Vancouver Whitecaps | 1    |
| Ethan Gage        | Vancouver Whitecaps | 1    |
| Marcus Haber      | Vancouver Whitecaps | 1    |
| Kevin Harmse      | Toronto FC          | 1    |

### Spieler des Turniers
Zum Spieler des Turniers wurde Dwayne De Rosario von Toronto FC gewählt, der unter anderem einen Hattrick im entscheidenden letzten Gruppenspiel erzielte.